# Peligro (álbum de Shakira)
«Peligro» es el segundo álbum de estudio de la cantautora colombiana Shakira, publicado el 26 de marzo de 1993, cuando contaba con 16 años de edad. Aunque buscaba afianzar su presencia en Colombia, el registro tuvo una difusión limitada, por lo que permanece descatalogado y no se encuentra disponible en la mayoría de las plataformas de streaming o venta, por decisión de la propia artista.

## Producción y lanzamiento
Fue grabado entre 1992 y 1993, bajo la producción de Eduardo Paz, y lanzado por Sony Music Colombia el 26 de marzo de 1993. Tanto la artista como la discográfica aspiraban a consolidar su trayectoria, pero Shakira expresó insatisfacción con el resultado final y optó por no promover activamente el álbum, fenómeno que resultó en pocas presentaciones en vivo y un único video musical para «Tú serás la historia de mi vida».

## Composición musical y sencillos
El repertorio combina composiciones propias de Shakira y temas de autores como Eduardo Paz, Eddie Sierra y Desmond Child. Incluye los sencillos «Peligro», «Brujería», «Eres» y «Tú serás la historia de mi vida», aunque solo este último contó con videoclip oficial.

## Recepción comercial
El álbum tuvo una recepción muy limitada en ventas, con cifras inferiores a las de su antecesor. La canción «Eres» representó a Colombia en el Festival Internacional de la Canción de Viña del Mar de 1993, obteniendo el tercer lugar.

## Edición en Ecuador
Se lanzó una edición en Ecuador orientada exclusivamente a la promoción radial, no al mercado minorista. Esta versión en LP presenta mezclas y arreglos distintos de la versión colombiana, lo que genera dos variantes por pista.

## Lista de canciones
| Peligro |                                                                    |               |          |  |
| N.º     | Título                                                             | Escritor(es)  | Duración |  |
| 1.      | «Eres»                                                             | Shakira       | 5:02     |  |
| 2.      | «Último momento»                                                   | Eduardo Paz   | 4:56     |  |
| 3.      | «Tú serás la historia de mi vida» (You'll Be The Story Of My Life) | Desmond Child | 4:52     |  |
| 4.      | «Peligro»                                                          | Paz           | 4:39     |  |
| 5.      | «Quince años»                                                      | Shakira       | 3:30     |  |
| 6.      | «Brujería»                                                         | Paz           | 4:08     |  |
| 7.      | «Eterno amor»                                                      | Eddie Sierra  | 4:47     |  |
| 8.      | «Controlas mi destino»                                             | Shakira       | 4:36     |  |
| 9.      | «Este amor es lo más bello del mundo»                              | Paz           | 4:20     |  |
| 10.     | «1968»                                                             | Shakira, Paz  | 4:44     |  |

## Historial de lanzamientos
| País     | Fecha de lanzamiento | Discográfica        | Catálogo |
| -------- | -------------------- | ------------------- | -------- |
| Colombia | 26 de marzo de 1993  | Sony Music Colombia | 11954856 |
| Ecuador  | 1993                 | Columbia            | 1-473102 |